# توریت
توریت (به انگلیسی: Thorite) با فرمول شیمیایی ThSiO4 از مجموعه کانی هاست و رادیو اکتیویته کامل در ادخال‌های آن نشان می‌دهد از ترکیب آن گرفته شده است محلول در HCl ThO2: 81.42% SiO۲: ۱۸٫۵۸٪ و ادخال‌های Fe DDD Ca - P - Al -Ti از نظر شکل بلور: پیرامیدال - منشوری، رنگ: سبز روشن تا سبز تیره، شفافیت: نیمه شفاف، شکستگی: صدفی، جلا: شیشه‌ای - چرب، رخ: ناقص- مطابق با سطح، سیستم تبلور: تتراگونال و در رده‌بندی سیلیکات است همچنین خاصیت مغناطیسی ندارد و منشأ تشکیل آن ماگمایی- پگماتیتی- آبرفتی است.
همایند کانی‌شناسی (پارانژ) آن سختی، انحلال در HCl و اشعه X و واکنش‌های شیمیائیگزنوتیم - زیرکن- فلئوریت- مگنتیت- زیرکن است
، از نظر ژیزمان بلوری - آگرگات توده‌ای - دانه‌ای - بلورهای اشباع - بلوکی کمیاب است و بیشتر در نروژ، آمریکا، URSS، در آبرفتهای نیجریه، زئیر، استرالیا و ژاپن یافت می‌شود.